# Municipio de Malung
El municipio de Malung (en inglés: Malung Township) es un municipio ubicado en el condado de Roseau en el estado estadounidense de Minnesota. En el año 2010 tenía una población de 438 habitantes y una densidad poblacional de 4,72 personas por km².

## Geografía
El municipio de Malung se encuentra ubicado en las coordenadas 48°45′42″N 95°40′47″O / 48.76167, -95.67972. Según la Oficina del Censo de los Estados Unidos, el municipio tiene una superficie total de 92.87 km², de la cual 92,87 km² corresponden a tierra firme y (0 %) 0 km² es agua.

## Demografía
Según el censo de 2010, había 438 personas residiendo en el municipio de Malung. La densidad de población era de 4,72 hab./km². De los 438 habitantes, el municipio de Malung estaba compuesto por el 98,86 % blancos, el 0,46 % eran amerindios, el 0,46 % eran asiáticos, el 0,23 % eran de otras razas. Del total de la población el 0,23 % eran hispanos o latinos de cualquier raza.